# Света Троица (Обнова)
„Света Троица“ е православен храм в плевенското село Обнова (Радиненец), част от Великотърновската епархия на Българската православна църква.

## История
Църквата е изградена в 1895 година. В същата година или в 1897 година иконите и стенописите са изписани от тайфата на дебърските майстори Велко Илиев и Мирон Илиев.